# Universo por Estrenar
Universo por Estrenar es el nombre del cuarto álbum de la compositora española Anni B Sweet, lanzado el 10 de mayo de 2019. Fue grabado entre noviembre y diciembre de 2018 en Londres, bajo la producción de James Edward Bagshaw, líder de la banda británica Temples.
En este trabajo, la cantautora da un giro hacia un sonido más espacial, psicodélico y electrónico, con letras introspectivas que exploran el universo interior, los sueños, la melancolía y la conexión con lo cósmico. Es además su primer disco íntegramente en castellano, consolidando una etapa de madurez creativa y de búsqueda sonora.
El primer sencillo, "Buen Viaje", se estrenó el 1 de marzo de 2019. El videoclip, lanzado el 12 de septiembre de ese mismo año, fue realizado por la productora barcelonesa VIVIR RODANDO y dirigido por Marc Lesperut, artista formado en la Escuela Superior de Cine y Audiovisuales de Cataluña.
Tras la última pista del disco, “El Tiempo”, se esconde un track oculto titulado “Buen Ahora”. Esta pieza no figura en el listado oficial, pero se revela tras un breve silencio, funcionando como un epílogo sonoro que prolonga el tono contemplativo del álbum.
Tanto la portada de “Buen viaje” como la de “Sola con la Luna” —y la del propio disco— fueron diseñadas por Pogo, ilustrador y muralista mexicano autor de portadas para Tame Impala, Zoé o del cartel de Lollapalooza.

## Recepción
Medios especializados lo consagraron como el mejor álbum de su carrera hasta la fecha, destacando su madurez, la transición al castellano y el exitoso alejamiento de su zona de confort. Revista Indie lo nombró “Disco del verano de 2019”. El disco alcanzó el Top 8 en las listas de ventas en España y tuvo gran repercusión en plataformas digitales, posicionando a Anni B Sweet como una de las artistas pop más escuchadas del momento.
El álbum fue galardonado con los Premios MIN a Mejor Canción («Buen viaje») y a Mejor Producción. “Buen viaje” fue también nominada en la categoría de Mejor Canción en el Festival Internacional Berlin Music Video Awards.

## Lista de canciones
| N.º   | Título                       | Duración |  |
| 1.    | «Hormigas»                   | 2:50     |  |
| 2.    | «Sola con la Luna»           | 3:20     |  |
| 3.    | «¿Qué Hago Aquí?»            | 2:47     |  |
| 4.    | «Buen Viaje»                 | 3:22     |  |
| 5.    | «La Vida Está en Otra Parte» | 3:31     |  |
| 6.    | «Un Astronauta»              | 3:06     |  |
| 7.    | «Ser Luz»                    | 3:01     |  |
| 8.    | «Juramento»                  | 2:59     |  |
| 9.    | «La Mente Hambrienta»        | 3:38     |  |
| 10.   | «Astros»                     | 3:09     |  |
| 11.   | «Nova»                       | 4:46     |  |
| 12.   | «El Tiempo»                  | 2:59     |  |
| 13.   | «Buen Ahora» (Bonus track)   | 3:07     |  |
| 42:51 |                              |          |  |